# Ерошкин, Матвей Сергеевич
Матвей Сергеевич Ерошкин (16 августа 1900, Коровино, Самарская губерния — неизвестно) — советский военачальник, полковник (1943).

## Биография
Матвей Ерошкин родился 16 августа 1900 года в селе Коровино Коровинской волости Бугурусланского уезда Самарской губернии, ныне село — административный центр Коровинского сельсовета Бугурусланского района Оренбургской области. Русский.

### Военная служба

#### Гражданская война
12 августа 1919 года был призван в Рабоче-крестьянскую Красную Армию в Бугурусланском уезде и воевал на Восточном фронте красноармейцем и начальником пулеметного отделения в составе 482-го стрелкового полка 54-й стрелковой дивизии. 18 октября 1919 года в бою под городом Курганом был тяжело ранен и до февраля 1920 года находился в госпитале, по выздоровлении командовал отделением в дорожномостовой роте 5-й армии Восточного фронта. С 5 марта 1920 года был помощником командира взвода и начальником караульной команды в инженерном батальоне этой армии (сформирован на базе дорожномостовой роты).

#### Межвоенные годы
20 февраля 1921 года направлен на учебу на Сибирские пехотные курсы комсостава в городе Иркутске, переформированные затем в 25-е Сибирские, а в конце года — в 9-ю пехотную Иркутскую школу комсостава. По окончании последней в августе 1924 года назначен в 34-й стрелковый полк 12-й стрелковой дивизии Сибирского военного округа в городе Омске, где проходил службу командиром взвода полковой школы и начальником хозяйственной команды. 
Член ВКП(б) с 1925 года.
В мае 1926 года переведен начальником хозяйственной команды в Омскую пехотную школу. 
С октября 1928 года вновь служил в 12-й стрелковой дивизии помощником командира пулеметной роты 35-го стрелкового полка (г. Татарск), с августа 1930 года — командиром роты, начальником штаба батальона и помощником начальника штаба 36-го стрелкового полка (г. Славгород), с апреля 1935 года — командиром батальона 35-го стрелкового полка, с ноября — начальником штаба 36-го стрелкового полка.
С 22 июля 1936 года по ноябрь 1937 года служил в штабе 12-й стрелковой дивизии помощником начальника 1-й (оперативной) части, затем вновь вернулся на прежнюю должность начальника штаба 36-го стрелкового полка.
С 1 июля по 18 сентября 1938 года временно исполнял обязанности начальника 1-й части штаба дивизии в составе Краснознаменного Дальневосточного фронта (г. Благовещенск), затем назначен командиром 214-го стрелкового полка этой же дивизии в составе 2-й Отдельной Краснознаменной армии. Был командиром 214-го стрелкового полка по 23 марта 1940 года.
С марта 1940 года командовал батальоном курсантов в Вольском пехотном училище.

#### Великая Отечественная война
С мая 1941 года командовал батальоном курсантов в Камышловском пехотном училище.
С сентября 1941 года исполнял должность командира 1235-го стрелкового полка 373-й стрелковой дивизии Южно-Уральского военного округа, формировавшейся в Чебаркульских лагерях. По завершении формирования в декабре дивизия была направлена на Калининский фронт в 39-ю армию и с 26 декабря вела тяжелые наступательные бои в районе Ржева. После прорыва сильно укрепленной обороны противника 13 января 1942 года она была введена в образовавшийся прорыв на фронте Ножкино — Кокошкино и вела бои на сычёвском направлении. Выйдя на подступы к Сычёвке, ее части встретили ожесточенное сопротивление противника. Обойдя город с запада, они перерезали железную дорогу Ржев — Великие Луки. В этих боях 21 января майор Ерошкин был ранен и до 16 февраля находился в эвакогоспитале Калининского фронта. 
По выздоровлении назначен начальником 1-го (оперативного) отделения штаба 371-й стрелковой дивизии. С 23 апреля 1942 года исполнял должность начальника штаба 373-й стрелковой дивизии. До июля она в составе той же 39-й армии находилась в обороне в Ржевском выступе (западнее Сычевки), имея фронт обороны на восток. 
Со 2 по 5 июля 1942 года противник двумя встречными ударами из районов Белый и Карская в общем направлении на Нестерово перерезал коммуникации армии и полностью окружил ее. При организации прорыва с выходом к реке Обша в районе Егорье — Кузнецы 7 июля в ходе переправы дивизия была атакована крупными силами танков и мотопехоты противника, в результате ее штаб был отрезан от основных сил. В этих условиях подполковник Ерошкин принял командование остатками дивизии (вместо погибшего полковника В. И. Хмылева) и сумел вывести их из окружения (всего выведено 315 человек личного состава). По выходе до 10 сентября продолжал командовать дивизией, занимаясь ее восстановлением. 
С 18 декабря 1942 года исполнял должность заместителя командира 135-й стрелковой дивизии, которая в составе 39-й армии находилась в обороне в районе Ржева. С 3 по 16 марта 1943 года дивизия участвовала в Ржевско-Вяземской наступательной операции, в ходе которых прошла с боями 172 км, освободив 279 нас. пунктов. 5 апреля она была выведена в резерв Ставки ВГК и передислоцирована в район Тулы.
С 10 июля 1943 года подполковник Ерошкин был командирован на учебу в Высшую военную академию им. К. Е. Ворошилова. По окончании её ускоренного курса 7 января 1944 года направлен на 1-й Прибалтийский фронт и со 2 февраля исполнял должность заместителя командира 204-й стрелковой дивизии. До 18 февраля она находилась в обороне в 18 км восточнее Витебска, перерезая шоссе Витебск — Сураж, затем была переброшена на западные подступы к городу Витебск и заняла оборонительный рубеж Ольховники — Бол. Рубины — Козлы.
С 23 марта 1944 года полковник Ерошкин вступил в командование 204-й дивизией. 23 июня ее части в составе 43-й армии 1-го Прибалтийского фронта перешли в наступление в западном направлении на Витебск и участвовали в Витебско-Оршанской наступательной операции. На следующий день 24 июня полковник Ерошкин получил осколочное ранение и до 11 сентября находился в эвакогоспитале, затем был зачислен в распоряжение ГУК.
5 октября 1944 года был назначен заместителем командира 18-й запасной стрелковой дивизии Белорусского военного округа и в этой должности находился до конца войны.

#### Послевоенное время
После войны продолжал служить в той же дивизии (с августа 1945 г. — в Смоленском ВО).
17 апреля 1946 года полковник Ерошкин уволен в запас.
Дальнейшая судьба неизвестна.

## Награды
- Орден Ленина, 21 февраля 1945 года[4][5]
- Орден Красного Знамени, трижды: 14 июня 1944 года[6], 9 августа 1944 года[7], 3 ноября 1944 года[5])
  - медали в том числе:
  - Медаль «За победу над Германией в Великой Отечественной войне 1941—1945 гг.», 30 августа 1945 года[8]